# متلازمة درافت
متلازمة درافت (بالإنجليزية: Dravet syndrome)‏ وكانت تُعرف سابقا باسم صرع الأطفال الرمعي الشديد هي نوع من أنواع الصرع مع نوبات تتحفز غالبا بسبب درجات الحرارة مرتفعة أو الحمى. يتم علاجها بأدوية مضادات الاختلاج. وغالبا ما تبدأ في عمر يقارب ستة أشهر.

## العلامات والأعراض
تتميز متلازمة درافت بالنوبات الطويلة في وجود أو غياب الحمى خلال السنة الأولى من حياة الطفل. يتطور هذا المرض إلى أنواع أخرى من النوبات مثل نوبات رمعية ونوبات جزئية ونوبات نفسية حركية وحالة الرنح. يتميز هذا المرض بالخلل الإدراكي والاضطرابات السلوكية ومشكلات حركية. 
غالبًا ما يتضمن الخلل السلوكي فرط النشاط والاندفاع وفي حالات أكثر ندرة، السلوكيات شبه التوحدية. ترتبط متلازمة درافت أيضا مع اضطرابات النوم بما في ذلك النيمومة والأرق. تصبح النوبات التي يتعرض لها الأشخاص الذين يعانون من متلازمة دريفت أسوأ مع تقدمهم في العمر، حيث أن المرض غير ملحوظ بشكل كبير عند بداية ظهور الأعراض. أضف إلى ذلك مدى الاختلاف في شدة الأعراض بين الأشخاص الذين تم تشخيص إصابتهم ومقاومة هذه النوبات للأدوية جعلت من الصعب تطوير العلاجات.
تظهر متلازمة درفت خلال السنة الأولى من الحياة، وغالبا ما تبدأ في حوالي سن الستة أشهر مع نوبات متكررة من الحمى (نوبات مرتبطة بالحمى). عادة ما يعاني الأطفال المصابون بمتلازمة درافت من بطء التطور في المهارات اللغوية والحركية، وفرط النشاط وصعوبات النوم، والعدوى المزمنة، ومشكلات في النمو والتوازن، وصعوبة في تكوين علاقات بالآخرين. لا يختفي تأثير هذا الاضطراب بمرور الوقت، ويحتاج الأطفال الذين تم تشخيص إصابتهم بمتلازمة درافت إلى رعاة ملتزمين كليا بالصبر البالغ وبالقدرة على مراقبتهم عن قرب.
تنقسم النوبات المصحوبة بالحمى إلى صنفين معروفين بالنوبات البسيطة والنوبات المعقدة.
- يتم تصنيف نوبة الحمى بوصفها معقدة إذا حدثت خلال 24 ساعة من نوبة أخرى أو إذا استمرت لمدة تزيد عن 15 دقيقة.
- بينما تعتبر النوبة الحموية بسيطة عندما تدوم لمدة أقل من 15 دقيقة.

في بعض الأحيان، يمكن لأبسط المحفزات الرافعة للحرارة مثل المجهود البدني أو الحمام الساخن أن تحفز حدوث نوبات عند الأفراد المصابين. ومع ذلك، فإن أي نوبة لا تتوقف بعد 5 دقائق، وبدون استعادة الوعي ما بعد النوبة الصرعية (أكثر طبيعية؛ النوع النقاهي؛ بعد النوبة) يمكنها أن تؤدي إلى حالة صرعية قاتلة.

## الأسباب
في معظم الحالات تكون الطفرات في متلازمة درافت غير وراثية ويظهرالجين المتحور لأول مرة في فرد واحد من أفراد العائلة. في حوالي 70-90% من المرضى تحدث متلازمة درافت بسبب طفرات بسيطة في جين SCN1A مما يؤدي إلى كودون توقف سابق لأوانه وبالتالي تكوين بروتين غير وظيفي. عادةً ما يرمز هذا الجين لقناة الصوديوم العصبية ذات المبوبة بالجهد Na (V) 1.1. في نماذج من الفئران، لوحظ أن طفرات فقد الوظيفة هذه تؤدي إلى انخفاض في تيارات الصوديوم وضعف استثارة عصبونات جابا في الحصين. وجد الباحثون أن فقدان قنوات NA (V) 1.1 كان سببا كافيا لحدوث الصرع والوفاة المبكرة في متلازمة درافت.

### علم الوراثة
تم تحديد التفسير الوراثي للخلل المسبب للمتلازمة في جينات قناة الصوديوم المبوّبة بالجهد والمعروفة باسم SCN1A وSCN2A. تقع هذه الجينات على الذراع الطويلة (q) للكروموسوم 2 في الموضع 24.3 ورمز الوحدة الفرعية ألفا لبروتين قناة الصوديوم عبر الغشائية. إن حدوث طفرة في أي من هذين الجينين سيدفع بالفرد إلى تطوير قنوات صوديوم مختلة، والتي تعتبر حلقة جوهرية في مسار إرسال الإشارات الكيميائية في الدماغ، متسببة في إبراز النمط الظاهري للصرع الرمعي لدى الفرد المصاب. تستجيب القناة التي تعمل بشكل طبيعي لفرق الجهد عبر الغشاء وتشكل ثقب دقيق لا يمكن أن يمر من خلاله سوى أيونات الصوديوم. يحفز اندفاع الصوديوم توليد جهد الفعل عن طريق تغيير شحنة الخلية بشكل مؤقت. عند حدوث طفرة في الجين، يقوم البروتين المترجم مؤخرا بطيّ جزء الثقب الدقيق داخل غشاء الخلية بشكل غير صحيح لأنه يحتوي على كيمياء مختلفة من الأحماض الأمينية، مما يجعل القناة غير نشطة. من الممكن أيضًا للطفرة أن تقلل عدد القنوات التي ينتجها الفرد، وهو ما يؤدي لظهور متلازمة درافت. 
في الوقت الحالي، يعد جين SCN1A هو الأكثر ارتباطا بالمرض إكلينيكيا. أكبر عدد من الطفرات ذات الصلة بالصرع التي تمت حتى الآن تحدث في هذا الجين. عادة ما يؤدي حدوث طفرة مُغلِطة في الجزء S5 أو S6 من ثقب قناة الصوديوم إلى فقدان وظيفة القناة وحدوث متلازمة درافت. الوراثة المتغايرة من طفرة SCN1A هو كل ما تحتاج إليه عملية تطوير قناة الصوديوم المعطوبة. سيظل لدى المرضى الذين يعانون من متلازمة درافت نسخة واحدة طبيعية من الجين.

## التشخيص
وفقًا لمؤسسة متلازمة درافت، تتطلب المعايير التشخيصية لـمتلازمة درافت أن يظهر على المريض عدد من الأعراض التالية:
- بداية النوبات في السنة الأولى من الحياة لدى طفل صحيح فيما عدا ذلك.
- عادة ما تكون النوبات الأولية طويلة وعامة للجسم أو على جانب واحد.
- وجود أنواع أخرى من النوبات (أي نوبات رمعية عضلية)
- النوبات مصحوبة بالحمى بسبب المرض أو اللقاحات.
- تتحفز النوبات بطول التعرض لحرارة دافئة .
- حدوث النوبات كاستجابة للإضاءة القوية أو بعض الأنماط البصرية.
- في البداية تكون عناصر تخطيط أمواج الدماغ (EEG) طبيعية ثم تتباطئ لاحقا مع عديد من القمم الموجية العامة الشديدة.
- تطور مبدأي طبيعي يتبعه تطور بطيء خلال السنوات القليلة الأولى من الحياة
- درجة من درجات الارتخاء العضلي
- مشية غير مستقرة ومشاكل في التوازن
- التفاف الكاحل (الانبطاح) والقدم المسطحة و/ أو تطور مشية منحنية مع التقدم في العمر.

## العلاج
قد يكون من الصعب السيطرة الكامل على نوبات متلازمة درافت ولكن قد يمكن تقليلهاعن طريق الأدوية المضادة للاختلاج مثل كلوبازام، استيرينتول، توبيرامات، حمض الفالبرويك. لأن مسار الاضطراب يختلف من فرد لآخر، قد تختلف كذلك بروتوكولات العلاج. يمكن لنظام الغذائي الغني بالدهون وقليل من الكربوهيدرات أن يكون مفيدا أيضا، وهو ما يعرف باسم النظام الغذائي الكيتوني. على الرغم من أن تعديل النظام الغذائي يمكن أن يساعد، فإنه لا يقضي على الأعراض. وإلى أن يتم اكتشاف نوع أفضل من العلاج أو التعافي، فسيعاني المصابون بهذا المرض بالصرع الرمعي العضلي لبقية حياتهم.
أصبح معروفا الآن أن بعض الأدوية المضادة للاختلاج التي تصنف على أنها أدوية إحصار قنوات الصوديوم تزيد من سوء النوبات في معظم مرضى متلازمة درافت. من ضمن هذه الأدوية كاربامازبين، جابابنتين، لاموتريجين، وفينيتوين. 
يتضمن العلاج إعادة التأهيل الإدراكي من خلال العلاج النفس حركي والتخاطبي. بالإضافة إلى ذلك، يتم إعطاء حمض الفالبرويك في كثير من الأحيان لمنع تكرار نوبات الحمى ويستخدم البنزوديازابين للنوبات التي تستمر لمدة طويلة، ولكن هذه العلاجات عادة ما تكون غير كافية. 
كان الاستيرينتول هو الدواء الوحيد الذي تمت عليه تجربة الدواء الوهمي المزدوج، أظهر الدواء كفاءة خلال التجارب . وهو يعمل كعامل محفز لمستقبلات جابا وكمغير تفارغي موجب لمستقبلات جابا أ . يمكن لدواء الاستيرينتول أن يحسن الصرع البؤري المستعصي، إلى جانب متلازمة درافت. مصحوبا بكل من كلوبازام وفالبروات تمت الموافقة عليه في أوروبا في عام 2007 كعلاج لمتلازمة درافت وقد وُجِد أنه يقلل من المعدل الكلي للنوبات بنسبة 70٪ . في الحالات التي تحتوي على المزيد من النوبات المقاومة للأدوية، يتم استخدام توبيراميت والنظام الغذائي الكيتوني كعلاجات بديلة. 
تمت الموافقة على عقار الكانابيدول في الولايات المتحدة لعلاج متلازمة درافت في عام 2018.  أظهرت دراسة تمت عام 2017 أن معدل تكرار النوبات شهريا انخفض من 12 إلى 6 مع استخدام الكانابيديول، مقارنة بانخفاضه من 15 إلى 14 مع استخدام العقار الوهمي.

## معدل الانتشار
متلازمة درافت هي شكل حاد من أشكال الصرع. وهو اضطراب جيني نادر يؤثر على ما يقدر بنحو 1 في كل 20,000 - 40,000 مولود. كما تم تقديم أوصاف مماثلة من برناردو دالا بيرناردينا في فيرونا.